# Olwen Brogan
Olwen Phillis Frances Kendall (Holyhead, Gales, 15 de diciembre de 1900 - Cambridge, 18 de diciembre de 1989) fue una arqueóloga británica.

## Biografía
Estudió en la University College London y su reputación se debe a sus estudios sobre la Libia romana, aunque inicialmente trabajó en las relaciones de las poblaciones germánicas con el Imperio Romano (limes) y sobre la batalla de Gergovia.
Sus conocimientos de técnicas de excavación fueron adquiridos durante sus trabajos junto a Mortimer Wheeler (como la mayoría de arqueólogos de su generación) en Reino Unido, en los yacimientos de Verulamium (Inglaterra) y Caerleon (Gales). Su tesis de investigación se basó en los estudios realizados en torno a la frontera de Roma en Germania. Durante los años 30 del siglo XX participó en excavaciones en el castro de Gergovia, donde Vercingetorix obtuvo su victoria sobre César. Las excavaciones de Gergovia fueron muy importantes porque expandieron el conocimiento de los oppida galos y las campañas de César en sitios diferentes al del yacimiento de Alesia. Se incorporó a la facultad de la University College London, pero su matrimonio con el historiador Denis Brogan, con el que tuvo 4 hijos, limitó su actividad hasta después de la Segunda Guerra Mundial; durante esos años fue secretaria de la facultad de Arqueología, Historia y Letras de la Escuela Británica en Roma y de manera indirecta esto la llevó a reconducir su carrera hacia otros territorios, en concreto hacia el Norte de África.
Después de la Segunda Guerra Mundial formó parte del equipo de trabajo británico de Sabratha (1948-1951) en Libia, bajo la dirección Kathleen Kenyon, y en Leptis Magna, cuyo director era John Ward-Perkins. A mediados de los años 50 empezó a trabajar en Gerisa (Ghirza), una ciudad romana con cerca de 40 construcciones, entre las que se incluyen varias granjas fortificadas de grandes dimensiones, que además presentan dos cementerios con tumbas monumentales (mausoleos). Este yacimiento se convirtió en el centro de trabajo de los Olwen durante varios años junto a su colaborador David Smith; la publicación final sobre este lugar fue su mayor logro académico. Pasó la mayoría de los años 50 y de los 60 en el desierto de Libia y fue fundadora de la Sociedad de Estudios Libios y la principal editora del boletín anual (actualmente The Journal of Libyan Studies), y además secretaria de honor durante 12 años de esta Sociedad así como posteriormente Vicepresidenta.
Cuando su marido murió en 1974, Olwen se mudó a Libia y se casó con Charles Hackett y permaneció en Trípoli para continuar con su trabajo. En la década siguiente los Hacketts volvieron a Inglaterra por motivos de salud, aunque mantuvo su actividad en la Sociedad para los Estudios Libios. En 1984 la Sociedad organizó una conferencia en su honor en la ciudad de Cambridge. Murió a los 89 años, siendo reconocida como la principal autoridad en arqueología de la Tripolitania.
Su obra se condensa fundamentalmente en dos monográficos y más de 30 artículos para Antiquaries Journal y Antiquity and Journal of Roman Studies.